# Hé, hé m'sieurs dames
Chansons représentant la France au Concours Eurovision de la chanson
Je suis l'enfant-soleil
(1979) Humanahum
(1981)
Hé, hé m'sieurs dames est une chanson interprétée par le groupe français de cinq chanteurs Profil, écrite par Richard de Bordeaux et Richard Joffo et composée par Sylvano Santorio pour représenter la France au Concours Eurovision de la chanson 1980 qui se déroulait à La Haye, aux Pays-Bas. Il s'agit de la première fois qu'un groupe musical présente la France à l'Eurovision.

## Paroles et composition
Il s'agit d'une chanson rythmée dans laquelle le groupe chante sur la joie de « chanter toute la nuit », en particulier au « carnaval ». Profil a également enregistré la chanson en anglais sous le titre Hey Music Man (« Hé homme de musique »).

## Concours Eurovision de la chanson
Elle est intégralement interprétée en français, langue nationale, comme l'impose la règle entre 1976 et 1999. L'orchestre est dirigé par Sylvano Santorio.
Hé, hé m'sieurs dames est la seizième chanson à être interprétée lors de la soirée, après Maggie MacNeal qui représentait les Pays-Bas avec Amsterdam et avant Johnny Logan qui représentait l'Irlande avec What's Another Year. À l'issue du vote, elle a obtenu 45 points, se classant 11e sur 19 chansons,.